# Гендерные исследования (журнал)
Гендерные исследования — украинский научный журнал по гендерным исследованиям, публикующий материалы отечественных и зарубежных исследований по гендерной тематике, охватывающие полный спектр общественных и гуманитарных наук. Журнал издаётся Харьковским центром гендерных исследований с 1998 года, его бессменный главный редактор — доктор философских наук Ирина Жеребкина. Единственное научное издание соответствующей тематики на постсоветском пространстве, журнал был запущен при содействии Гендерной программы Центрально-Европейского университета, затем выходил при поддержке Фонда Макартуров.

## Основные рубрики
- Феминистская методология
- Политология гендера
- Социология гендера
- Гендерная проблематика в антропологии
- Гендерная проблематика в истории
- Гендерная проблематика в философии
- Язык и гендер
- Гендер и национальная идентичность
- Феминизм и постколониализм
- Женская история
- Феминистская литературная критика
- Гей-лесбийская теория
- Женские практики репрезентации
- Женская литература
- Мужские исследования
- Гендерное образование
- Гендерные исследования в развитии
- Обзоры и рецензии